# Адолф фон Бентхайм-Текленбург
Адолф Мориц Казимир Карл Адалберт Хуго Артур фон Бентхайм-Текленбург (на немски: Adolf Moritz Casimir Karl Adalbert Hugo Arthur Fürst zu Bentheim-Tecklenburg; * 29 юни 1889 в Реда; † 4 януари 1967 в Кьолн) е 5. княз на Бентхайм-Текленбург и глава на род Бентхайм-Текленбург (1909 – 1967).
Той е единствен син на 4. княз Густав фон Бентхайм-Текленбург (1849 – 1909) и съпругата му Текла Аделхайд Юлия Луиза фон Ротенберг (1862 – 1941), внучка на граф Албрехт фон Ербах-Фюрстенау (1787 – 1851), дъщеря на граф Адалберт фон Ербах-Шьонберг (1828 – 1867) и (морг.) Шарлота Виленбюхер, направена 1859 г. „фрау фон Ротенберг“ (1839 – 1913). Майка му Текла фон Ротенберг се омъжва на 5 март 1912 г. за принц Херман фон Шьонбург-Валденбург (1865 – 1943).
Адолф посещава гимназия и през 1909 г. влиза във войската в Потсдам. През април 1910 г. той става лейтенант и през 1913 г. е изпратен като аташе в посолството в Лондон.
През Първата световна война той попада през ноември 1914 г. в плен за три години.
На 22 юни 1933 г. той е посрещнат от Адолф Хитлер, на когото обещава да вдигне интереса на благородниците за националсоциализма. На 1 май 1937 г. той влиза в NSDAP (Но.: 5.135.969).
През 1946 г. той с фамилията си трябва да напусне дворец Реда и да се премести в Бозфелд. През 1960-те години той реставрира църковната сграда в Реда. През 1954 г. той съ-основава мебелна фабрика.
Княз Адолф фон Бентхайм-Текленбург умира на 77 години при катастрофа с кола на 4 януари 1967 г. в Кьолн.

## Фамилия
Адолф фон Бентхайм-Текленбург се жени на 26 юли 1922 г. в Дройсиг за принцеса Амелия фон Шьонбург-Валденбург (* 27 април 1902, Лангенцел; † 19 март 1995, Реда-Виденбрюк), дъщеря на принц Хайнрих фон Шьонбург-Валденбург (1863 – 1945) и принцеса Олга фон Льовенщайн-Вертхайм-Фройденберг (1880 – 1961), дъщеря на принц Алфред фон Льовенщайн-Вертхайм-Фройденберг (1855 – 1925). Те имат три сина и една дъщеря: 
- Мориц Казимир Видукинд Гумпрехт фон Бентхайм-Текленбург (* 12 октомври 1923, Реда; † 21 март 2014, манастир Херцеброк), диплом лесничей, 6. княз (1967), женен (цив) в Херцеброк на 19 юли 1958, (рел) на 26 юли 1958 в Реда за графиня Хуберта фон Харденберг (* 28 февруари 1932, Дуивелсклооф); имат 4 сина
- Николаус Мориц-Казимир фон Бентхайм-Текленбург (* 12 март 1925, Реда; † 27 март 2020, Реда), художник и график, женен на 15 септември 1951 г. във Веренваг, Баден за графиня Франциска Хойос, фрайин цу Щихзенщайн (* 28 септември 1921, Хоентурм; † 22 юли 2009)
- Густава фон Бентхайм-Текленбург (* 21 октомври 1929, Реда), омъжена на 14 октомври 1952 г. в Реда за граф Бото фон Хоентал (* 9 юли 1926, Вурцен)
- Хайнрих Карл Мориц Казимир фон Бентхайм-Текленбург (* 1 февруари 1940, Реда), женен на 3 април 1979 г. в Дюселдорф (развод 1990) за Анник Сузана Гагнаире (* 5 март 1945, Бологнас); имат син и дъщеря

## Произведения
- Das Fortbestehen der Gothaischen Genealogischen Taschenbücher gefährdet. In: Deutsches Adelsblatt, Nr. 41 vom 8. Oktober 1932, S. 569.
- Ein Mahnruf! In: Deutsches Adelsblatt, Nr. 1 vom 1. Januar 1933, S. 1. (Digital)
- Organisationsänderungen in der Deutschen Adelsgenossenschaft. In: Deutsches Adelsblatt, Nr. 1 vom 1. Januar 1933, S. 3.
- An den reinblütigen deutschen Adel. In: Deutsches Adelsblatt, Nr. 38 vom 16. September 1933, S. 661.
- Unser Weg. In: Deutsches Adelsblatt, Jg. LII, Berlin 1934, Nr. 1 vom 1. Januar 1934, S. 1 – 3.
- Nationalsozialismus ist Adel. In: Deutsches Adelsblatt, Nr. 16 vom 14. April 1934, S. 277 – 278.
- Die Ahnentafel (Aufruf des Adelsmarschalls). In: Kreuz-Zeitung, Berlin, Ausg. vom 19. April 1934.
- Gestaltwandel im deutschen Adel, Zu den Aufgaben der Deutsche Adelsgenossenschaft. In: Deutsches Adelsblatt, Nr. 22 vom 29. Mai 1937, S. 701.
- Schönes Altes Rheda. Erinnerungen des Fürsten Adolf zu Bentheim-Tecklenburg, Selbstverlag, 1975.

## Филм
- Dynastien in NRW – Die Fürsten zu Bentheim-Tecklenburg. Westdeutscher Rundfunk Köln/WDR - Reportage von Jobst Knigge (45 Min.), Ausstrahlung 3. Januar 2010.[5]